# Canale Ladoga

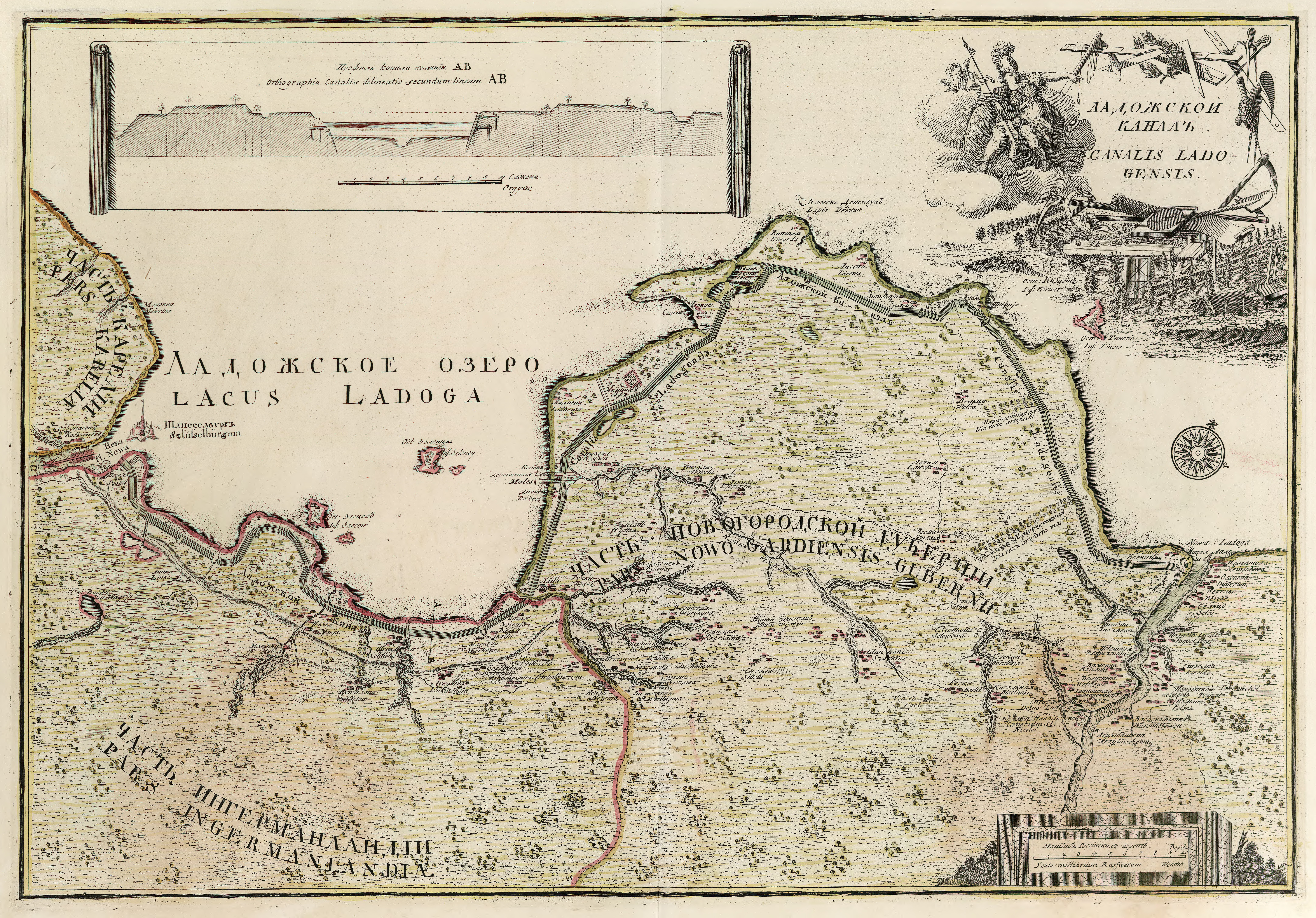
Pianta del vecchio canale Ladoga tra la Neva e il Volchov, 1742

Il canale Ladoga (lingua russa: Ладожский канал) è la denominazione di un canale artificiale di circonvallazione dal lato della riva meridionale, del lago Ladoga. Esso è parte del canale Volchov - Baltico che fu iniziato nel 1709.

## La via d'acqua
Le turbolenze atmosferiche dell'autunno russo sul lago Ladoga come gli insidiosi banchi di sabbia e detriti nelle zone dello sbocco di uscita del fiume dal lago ne rendevano pericolosa la navigazione e procuravano frequenti perdite di navi, merci e vite umane. Le relativamente basse, prevalenti profondità di 8-10 metri facevano nascere corte ma ripide onde, che spesso rendevano impossibile alle numerose ed usuali grosse navi a chiglia piatta di entrare nel lago attraverso la Neva o lo sbocco del fiume Svir'.
Con l'incremento del traffico merci dalla zona centrale della Russia alla nuova capitale San Pietroburgo e al mare Baltico si moltiplicarono le richieste di vie d'acqua più sicure, cosicché furono impegnati abili ingegneri nel piano di nuove vie d'acqua.

## Il vecchio canale Ladoga
Il 22 maggio 1719 lo zar Pietro il Grande inaugurò presso Novaja Ladoga l'avvio dei lavori di un canale di circa 4 chilometri al di sopra dell'immissione del fiume Volchov nel lago Ladoga.

La supervisione sulla costruzione del canale fu affidata al governatore generale di San Pietroburgo Menschikov e la direzione dei lavori al maggior generale Grigori Skornjakow-Pisarew. I lavori si trascinarono per anni senza che fossero fatti passi significativi. Dopo che si manifestarono i dubbi sulle capacità di Pisarews di condurre i lavori e che il senato, alla fine del 1722, respinse una perizia conclusiva in merito, lo zar decise di compiere egli stesso una ispezione. Allorché lo zar nel 1723 si fu convinto personalmente dell'inetta gestione dei lavori da parte di Skornjakow-Pisarew, lo fece arrestare e trasferì la direzione dei medesimi all'allora generale oldenburghese, in servizio presso l'esercito russo, conte Burkhard Christoph von Münnich, ingegnere e uomo politico. Münnich fino ad allora aveva dato prova di essere idoneo con i piani di fortificazione del porto di Kronštadt, della navigabilità della Neva e della costruzione di una chiusa su questo fiume.
Da quel momento in poi i lavori procedettero spediti, sebbene Münnich dovesse continuamente affrontare gli intrighi di Menschikov. Con la presa del potere da parte di Caterina I di Russia (1725), a causa dell'aumentata influenza di Menschikov, i finanziamenti furono sospesi e la mano d'opera specializzata, a dispetto delle promesse, ritirata. Per la costruzione degli impianti del canale furono impiegati saltuariamente, da allora innanzi, 15 000 fra soldati e civili. La loro mortalità fu straordinariamente alta ed i defunti furono inumati in loco negli argini.
Già nel 1728 iniziò la navigazione nel canale. Nel 1732, ora sotto il governo della zarina Anna, il canale poté essere aperto al traffico nautico per la sua intera lunghezza di 110 km., con le sue 32 chiuse. Il canale corre su un lungo tratto in prossimità della riva sud del lago Ladoga. Esso presenta una larghezza di 20 metri ed ha una profondità originale di più di 2 metri. Lungo la sua strada attraversa più fiumi ed acquitrini.

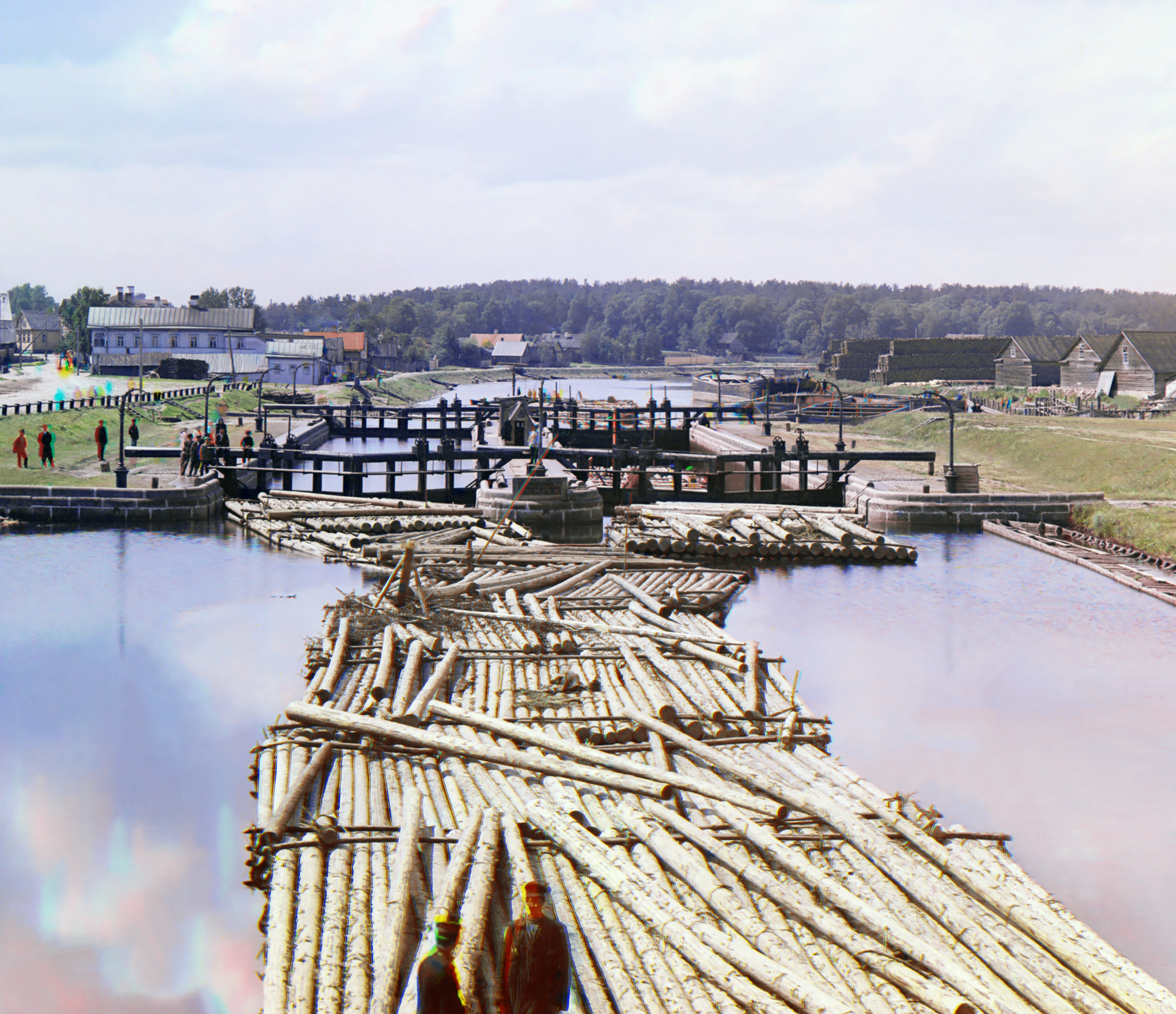
Zattere di legname sul canale Ladoga. Fotografia di S. Prokudin-Gorsky (Inizio XX secolo)

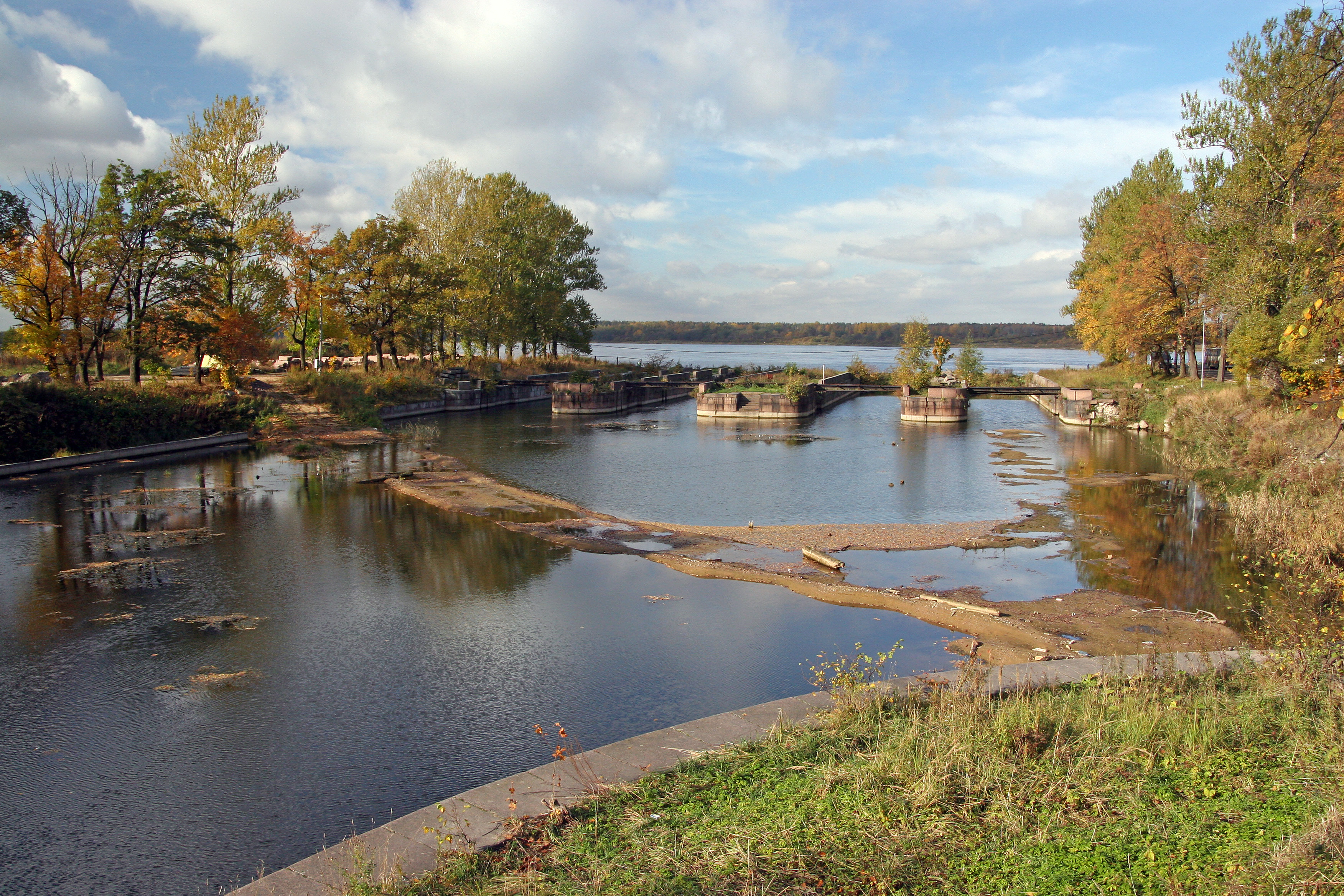
Chiusa a quattro camere con bacino di raccolta del 1736, Schlüsselburg, vecchio canale Ladoga

Per migliorare la portata del canale, nel 1734 fu modificato il suo sbocco nella Neva. Nel 1736 fu costruita una chiusa a quattro camere in granito e realizzata una "bretella" sulla Neva (Piccolo canale della Neva, Малоневский канал) con una chiusa a due camere.
La costruzione con mezzi primitivi di 100 verste (circa 107 km) di una alzaia fiancheggiante a tratti il canale si trascinò per circa 13 anni.
Un altro tronco del canale (Vecchio Sjaskanal "Старосясьский канал") fra i fiumi Volkov e Sjas fu realizzato fra il 1766 ed il 1802.
Dal 1802 al 1810 fu quindi realizzata la circonvallazione Ladoga con la realizzazione di un tronco del canale (il Vecchio canale Swir "Старосвирский канал") dalla foce del Sjas fino a quella dello Svir'.

## Il nuovo canale Ladoga
Più tardi, quando verso il 1842 le acque del canale furono solcate dalla prima imbarcazione a vapore, il canale si rivelò troppo stretto e anche troppo poco profondo, così esso fu nuovamente ampliato. Dal 1866 al 1883 fu realizzato un nuovo, più ampio canale. Esso corre a nord del vecchio canale e segue, parzialmente in prossimità, la riva del lago. In un tratto è separato dal lago solo da un terrapieno. Il nuovo canale offre ora alla navigazione anche il vantaggio di un attraversamento più veloce, poiché fu realizzato senza chiuse.
Esso fu parte del Mariinski-Kanal, un precursore del canale Volga-Baltico.

## Oggi
Nel 1953, nella città di Schlüsselburg, ribattezzata Petrokrepost fu eretto dinnanzi all'approdo del traghetto sulla Neva sulla vecchia chiusa del canale una statua di Pietro il Grande come dono della città di Leningrado in occasione del suo 250 anniversario.
Il nuovo canale Ladoga è ancora oggi (anno 2007) in funzione, mentre il vecchio canale sta andando via via in rovina. Interi tratti dello scavo del canale sono stati riempiti o fungono da bacino di depurazione. I piani per il ripristino sono ostacolati dalle scarse disponibilità finanziarie.